# 抱树运动
抱树运动（Chipko Andolan，也译作契普克），一種社会运动的形式，以環抱住樹木的方式，來阻止樹木被砍伐，自然環境被開發。這種抗議的方式源自印度，受到甘地真理堅固與非暴力運動的啟發。
1973年4月在印度的喜马拉雅山区发起。由于原始森林被大量砍伐，使得当地妇女依赖于原始森林的生计被剥夺。她们承袭了圣雄甘地的非暴力运动方式，由村民抱住大树来阻拦砍伐行为。运动成功地向政府索赔了所受到的损失，并且政府承诺在15年内禁止伐木。
该运动以妇女为主，到1980年代已经发展成了上百个村民自治的基层社会网络，成效则是保护了喜马拉雅山区周围5000平方公里的森林。